# حرب المكسيك على المخدرات
الحرب ضد تهريب المخدرات في المكسيك هو الصراع المسلح الدائر حالياً في المكسيك بين تكتلات الكارتيلات المتنافسة بينها على تهريب المخدرات والهيمنة على مناطق الإنتاج، من جهة، وبينها وبين القوات الحكومية من جهة أخرى. حيث تُعتبر المكسيك أحد أكبر موردي الهيروين إلى السوق الأميركية، وأكبر مصدر أجنبي للماريغوانا، حيث تهيمن عصابات المخدرات المكسيكية حالياً على سوق الجملة المحظورة باستئثارها بنحو 90% من حجم المخدرات التي تتسرب إلى داخل الولايات المتحدة. وتتراوح الإيرادات الكلية لمبيعات المخدرات المحظورة ما بين 13.6 مليار دولار و49.4 ملياراً.

## تاريخ
المكسيك أصبحت المورد الأجنبي الرئيسي للماريجوانا والمزود الرئيسي لمادة ميثامفيتامين إلى الولايات المتحدة. ورغم أنها لا تمثل سوى حصة صغيرة من إنتاج الهيروين في العالم، فإنها المزود بالحصة الأكبر لمستهلكي الهيرويين في الولايات المتحدة. وبالإضافة إلى ذلك، فأن نحو 90 في المئة من الكوكايين الذي يدخل إلى الولايات المتحدة يأتي من المكسيك. تزايدت عمليات القتل المأجور وعمليات الخطف التي تنفذها عصابات مكسيكية حتى داخل الأراضي الأميركية.

### سوابق
اكتسبت منظمات تجارة المخدرات بالمكسيك، التي تأسست قبل عدة عقود، مزيدا من القوة منذ سقوط شبكات المخدرات الشهيرة بمنطقتي كالي ومدلين الكولومبيتين بتسعينيات القرن الماضي.
يُعزى وجود عصابات المخدرات المكسيكية إلى عميل الشرطة الاتحادي ميغيل أنخيل فيليكس غالاردو (العرّاب) الذي كان وراء إنشاء اتحاد غوادالاخارا لمنتجي المخدرات عام 1980.
في 1989، بدأ الصراع بين المنظمات الإجرامية يشتدّ عقب القبض على أمير تجارة الكوكايين في المكسيك، ميغيل أنخيل فيلكس غالاردو. ثم مرّ الصراع في مرحلة تهدئة في التسعينيات، ليعود ويشتدّ بعد عام 2000. فأرسل الرئيس المكسيكي السابق، فنسنت فوكس، قوة صغيرة إلى الحدود الأميركية لمحاربة العصابات. غير أنها باءت بالفشل نظراً لتعاظم إمكانات العصابات وقدرتها على استيعاب وتجنيد قوى الأمن في صفوفها.
وفي 2005، سقط 110 قتلى في منطقة نويفو لاريدو خلال معركة بين «غلف» و«سينالوا» للسيطرة على ولاية ميتشواكان، فاكتفت الحكومة بالمراقبة. لكن

### زيادة التدخل الحكومي اعتباراً من عام 2006
الأمر تبدّل بعد 11 يناير 2006 عندما تولى فيليبيه كالديرون السلطة، وأمر بإرسال 6500 من القوات الاتحادية إلى ميتشواكان. ومنذ ذلك الحين وكالديرون يعزّز عدد قوات الجيش والشرطة حتى وصل إلى 45 ألفاً.
اتهم الجنرال المسؤول عن المكافحة، سيرجيو أبونتي، شرطة ولاية باخا كاليفورنيا الحدودية بالفساد. وقال إن فرقة مكافحة الخطف متورطة في عمليات اختطاف لحساب عصابات يقودها تيودورو غارثيا سيمنتال، وإن رجال الشرطة ينقلون المخدرات بأنفسهم لقاء أجور معلومة.
وفي الشهر نفسه، اندلعت معارك ضارية بأسلحة أوتوماتيكية ثقيلة وحديثة، تبين لاحقاً أنها آتية من الولايات المتحدة، سقط فيها 17 قتيلاً بين عصابتي «سينالوا» و«تيخوانا» في مدينة تيخوانا الواقعة في ولاية باخا كاليفورنيا، المعبر الرئيسي لنحو 950 طناً من الكوكايين المتجه من أميركا اللاتينية إلى السوق الأميركية سنوياً. كذلك بلغ عدد القتلى في مدينة باسو الحدودية ألف قتيل خلال 2008 فقط.
وفي سيوداد جواريز، وكل أنحاء ولاية شيهواوا، تخوض مافيا «خواريز» المكسيكية، بزعامة عائلة كاريلو فوينتس، حرباً دموية ضد «سينالوا» بزعامة، يواكين غوزمان. ويُعزى تصاعد هذه الحرب إلى ازدياد الاستهلاك المحلي للكوكايين، الذي كان معدّاً للتصدير، بحيث ارتفع نحو 30 في المئة بين عامي 2002 و2008.

## تحالفات
تواجه الحكومة المكسيكية سبعة كارتلات للمخدرات في البلاد، أبرزها: كارتل الخليج المتواجد في 13 من الولايات ال31 في المكسيك، وكارتل سينالوا الناشط في 17 ولاية، وكارتل خواريز النافذ في 21 ولاية، إلى كارتل تيخوانا العامل في ما لا يقل عن 15 ولاية. وفي السنوات الأخيرة، أقامت الكارتلات تحالفات مع بعضها البعض.
مع تسلمه السلطة، تحرك فيليبي كالديرون بقوة ضد هذه الكارتلات في البلاد، فنشر ما يزيد على 50 ألف جندي عبر البلاد، محاولاً قبل أي شيء تطهير قوات الشرطة المحلية من الفساد ودافعاً بإصلاحات للنظام القضائي عبر الكونغرس. بيد أن العنف استمر متصاعداً، فقتل ما لا يقل عن عشرة آلاف شخص في العنف المرتبط بالمخدرات منذ ديسمبر 2006.
سعى كالديرون إلى الحصول على مساعدات أميركية لمعالجة المشكلة. وبالفعل قدمت الولايات المتحدة في إطار «مبادرة ميريدا» مساعدات خلال عام 2008 بلغت 400 مليون دولار وتضمنت معدات ونظم اتصالات، وأعدت خططاً لتقديم المزيد من التمويل خلال السنتين الجارية والمقبلة.
وشكل كارتل تيخوانا تحالفاً مع كارتل الخليج نتيجة لمفاوضات السجن بين زعيمهما. وكذلك تآلفت كارتلات عديدة تحالفاً يعرف باسم «الاتحاد»، الذي يقوده الآن ممثلو كارتلات سينالوا وخواريز وفالنسيا. وهذه الكارتلات تعمل سوية، ولكنها تظل منظمات مستقلة.

## مواجهات
انطلقت أعمال العنف التي تمزق سيوداد خواريز حالياً من حرب عصابات بين حلفاء الأمس. من جهة، أسرة كاريو فوينتيس ورجلها في المدينة خوسيه لويس ليديزما، الملقب «جي أل»، ومن الجهة الأخرى المهربين في ولاية سينالوا، وعلى رأسهم خواكين غوزمان، المعروف بلقب «أل تشابو»، وإسماعيل زامبادا، الملقب «إل مايو». لقد انهار التحالف الصعب بين هؤلاء منذ اغتيال رودولفو، أحد أشقاء فوينتيس، في سبتمبر 2004. ويعتقد على نطاق واسع أن غوزمان يقف وراء عملية القتل هذه.
يتصارع التحالفان الرئيسيان الآن للسيطرة على طرق التهريب الرئيسية، وخصوصاً عبر ريو غراندي من مدينة سيوداد خواريز بولاية تشيهواهوا في شمال المكسيك إلى مدينة إلباسو بولاية تكساس في جنوب الولايات المتحدة.
بلغ التوتر نقطة اللاعودة حين رفض زامبادا دفع ضريبة لكارتل خواريز لتهريب المخدرات عبر الأراضي التي يسيطر عليها. ومذذاك، بدأ غوزمان وزامبادا حرباً على كارتل خواريز، ورد ليديزما، أحد زعماء الجريمة المحلية بصورة عنيفة للغاية.

### تدخل الجيش
نشر كالديرون 50 ألف جندي لمحاربة الكارتلات، بعدما كانت السلطات السابقة تعتمد على قوات الشرطة الضعيفة تقليدياً لمكافحة المهربين، الذين يمررون نحو 90 في المئة من الكوكايين الذي يدخل إلى الولايات المتحدة.

## نتائج
منذ عام 2006، قتل أكثر من 15 ألف شخص في النزاع، بينهم مئات من رجال الشرطة والجنود والمدعين العامين والزعماء السياسيين. لا يزال العنف يتصاعد على طول الحدود الأميركية ـ المكسيكية، ووقعت هجمات في مكسيكو سيتي استهدفت مسؤولين أمنيين كباراً، عقب استهداف السلطات الزعماء الكبار لكارتل سينالوا.
في أغسطس 2010 صرح فيسنتي فوكس عن تأييده لإباحة المخدرات، بحجة أن حظرها لم يكبح العنف المتصاعد، ودعا إلى إباحة إنتاج المخدرات وبيعها وتوزيعها كإستراتيجية لإضعاف وكسر النظام الاقتصادي الذي يتيح لعصابات المخدرات تحقيق أرباح ضخمة.
في أواخر سنة 2011 أنشأ الرئيس المكسيكي فيليبي كالديرون مكتب المدعي الخاص لمساعدة ضحايا الجريمة أو بروفيكتيما. بعد أن تفاقمت أوضاع آلاف المكسيكيين بسبب الحرب على المخدرات، خصوصوا الذين فقدوا أفراد أسرهم نتيجة القتل أو الاختطاف أو فقدوا حياتهم كمارة ابرياء في تبادل إطلاق النار بين العصابات وقوات الأمن. وكثيرين من الناجين يتعرضون لصدمات نفسية تترك اثارها عليهم. وحصلت هذا الوكالة التي ترأسها امرأة على مبنى كمقر لها في العاصمة، وخطا ساخنا لتلقي مكالمات الضحايا. ويقدم هذا المكتب المساعدات الطبية والنفسية والاجتماعية الطارئة.
في 10 أبريل 2013 أعلن الرئيس إنريكه بينيا نييتو عن تغير في مستوى العنف في الربع الأول من عمر حكومته الجديدة، من ديسمبر 2012، عندما تولى السلطة إلى غاية مارس 2013، بانخفاض بنسبة 17٪، أي انتقال من 5127 إلى 4249 قتيل.

## وصلات خارجية
- حرب مخدرات على الحدود الأميركية «أسوأ من العراق»
- تورط أكبر للمرأة في حرب المخدرات في المكسيك